# Kobayashi Hiroki
Hiroki Kobayashi (sinh ngày 24 tháng 5 năm 1977) là một cầu thủ bóng đá người Nhật Bản.

## Sự nghiệp câu lạc bộ
Hiroki Kobayashi đã từng chơi cho Júbilo Iwata, Verdy Kawasaki, Consadole Sapporo, FC Tokyo, Shonan Bellmare và Roasso Kumamoto.